# Jim Craig (fotbalista)
Jim Craig (* 7. května 1943, Glasgow) je bývalý skotský fotbalista, pravý krajní obránce.

## Fotbalová kariéra
Ve skotské lize hrál za Celtic FC. V letech 1966 až 1972 získal s Celtikem 7 mistrovských titulů v řadě a v roce 1967 vítězství v Poháru mistrů evropských zemi. V Poháru mistrů evropských zemí nastoupil ve 24 utkáních a dal 1 gól, v Poháru vítězů pohárů nastoupil ve 4 utkáních a v Interkontinentálním poháru nastoupil ve 3 utkáních. Po odchodu z Celtic FC hrál za jihoafrický Hellenic FC, v Anglii za Sheffield Wednesday FC a působil jako hrající manažer v irském klubu Waterford United FC. Za reprezentaci Skotska nastoupil v roce 1967 v utkání kvalifikace Mistrovství Evropy ve fotbale 1968 proti Walesu.

## Ligová bilance
| Ročník                     | Zápasy | Góly | Klub                   |
| -------------------------- | ------ | ---- | ---------------------- |
| 1. skotská liga 1965/1966  | 15     | 0    | Celtic FC              |
| 1. skotská liga 1966/1967  | 17     | 0    | Celtic FC              |
| 1. skotská liga 1967/1968  | 22     | 0    | Celtic FC              |
| 1. skotská liga 1968/1969  | 32     | 1    | Celtic FC              |
| 1. skotská liga 1969/1970  | 24     | 0    | Celtic FC              |
| 1. skotská liga 1970/1971  | 22     | 0    | Celtic FC              |
| 1. skotská liga 1971/1972  | 16     | 0    | Celtic FC              |
| 2. anglická liga 1972/1973 | 2      | 0    | Sheffield Wednesday FC |
| 2. anglická liga 1973/1974 | 4      | 0    | Sheffield Wednesday FC |
| 1. irská liga 1974/1975    | 1      | 0    | Waterford United FC    |
| CELKEM 1. skotská liga     | 148    | 1    |                        |
| CELKEM 1. irská liga       | 1      | 0    |                        |